# Andrea Pazzagli
Andrea Pazzagli (Florence, 18 januari 1960 – Punta Ala, 31 juli 2011) was een Italiaans doelman. In zijn bijna twintigjarige carrière kende hij de grootste successen tijdens zijn verblijf bij AC Milan.
Pazzagli speelde hij diverse Italiaanse clubs voordat hij in 1989 bij AC Milan terechtkwam. Daar won hij de Europacup I (1990), twee Wereldbekers (1989 en 1990) en twee Europese Supercups (1989 en 1990). Bij de Italiaanse topclub verloor hij uiteindelijk de concurrentiestrijd met Sebastiano Rossi.
Nadat hij zijn actieve carrière had beëindigd in 1996, werd hij keeperstrainer bij achtereenvolgens AC Milan en Fiorentina. Daarna trad hij in dienst bij de trainingsstaf van het Italiaanse elftal. Pazzagli overleed tijdens zijn vakantie op 51-jarige leeftijd aan een hartstilstand.